# Buisson ardent (Bible)
Pour les articles homonymes, voir Buisson ardent.

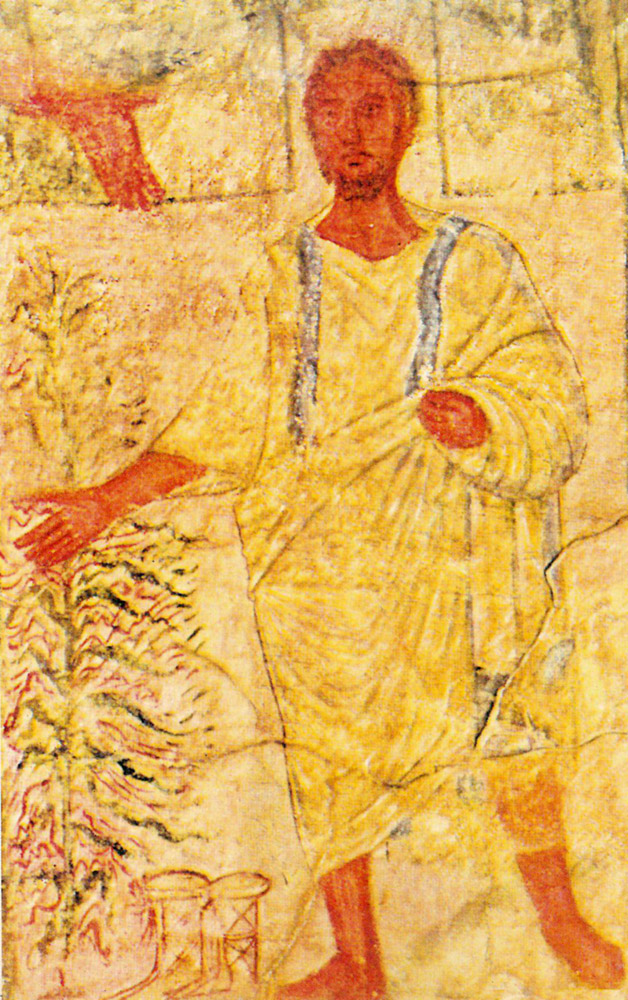
Moïse et le Buisson ardent, l'une des plus anciennes représentations connues de l'épisode, dans la synagogue de Doura Europos.

Le Buisson ardent est, dans la tradition biblique, la révélation du Dieu Éternel à Moïse dans le pays de Madian. Lors de ce passage, YHWH l’appelle de l’intérieur d'un buisson qui brûle sans jamais se consumer. Dieu se donne également un nom ineffable qu'il confie à Moïse. Cette théophanie a lieu sur le mont Horeb et est relatée dans le Livre de l'Exode, chapitre 3.
L'arbuste présenté au monastère Sainte-Catherine du Sinaï comme étant le « Buisson ardent » de la Bible est une ronce de l'espèce Rubus sanctus, ou « mûrier sauvage ».

## Récit biblique

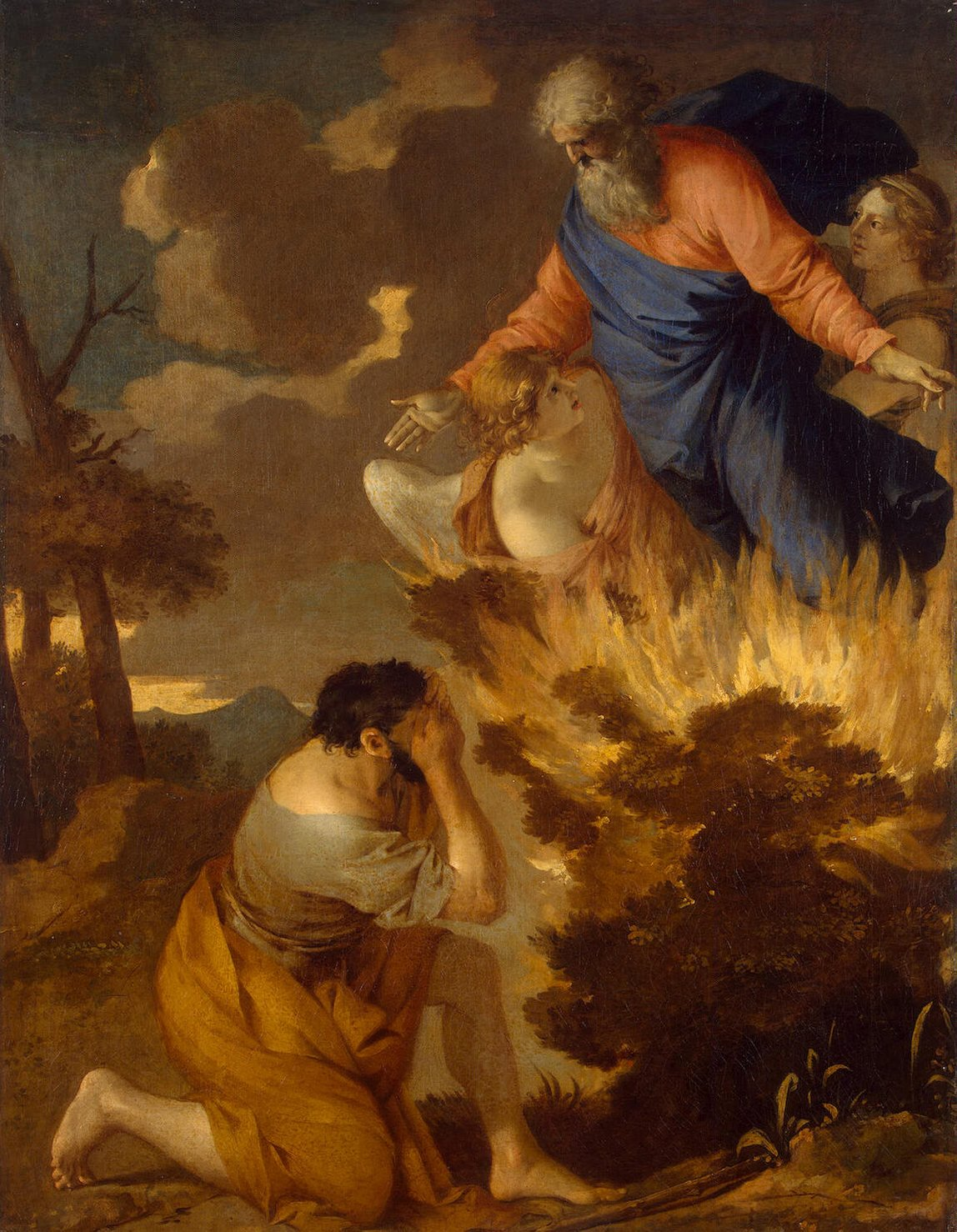
Sébastien Bourdon, Le Buisson ardent.

Le texte se trouve dans le Livre de l'Exode.

## Exégèse et herméneutique
L'histoire du buisson ardent est un récit de vocation qui montre Moïse dans une situation on ne peut plus ordinaire, celle d'un berger qui fait paître le petit bétail. Les phénoménologues qui lisent ces textes soulignent le fait qu'il s'agit d'une théophanie. 
Dans le récit littéraire du buisson ardent, le rédacteur biblique opère un procédé de style appelé paronomase, qui consiste en un rapprochement graphique et sonore entre le buisson (« senèh » en hébreu) et la montagne du Sinaï (« sny » en hébreu, lui-même issu de l'hébreu : סֶ֫נֶּה : Senneh). Il a ainsi pour but de relier la théophanie du buisson ardent (passage qui est un assemblage de sources littéraires élohiste et jahviste mettant en scène Dieu identifié au feu) à celle de la péricope du Sinaï (texte de traditions yahviste et élohiste mêlées à quelques éléments deutéronomistes mettant en scène l'Alliance mosaïque (en) avec Dieu se manifestant sous forme de nuée).

### Judaïsme
Le midrash Exode Rabba souligne la fonction pastorale de Moïse auquel l'ange du Seigneur apparaît dans une flamme du buisson, le terme de mal’ak étant une glose pour éviter l’idée que Moïse aurait pu voir YHWH.
Les commentaires rabbiniques considèrent que cet épisode sert à préparer la révélation « nom propre » de Dieu, YHWH aux versets 14 (qui est une interpolation pour expliquer le nom) et 15. Ils indiquent que ce nom procède d'un savant assemblage sémiotique combinant plusieurs temps du verbe être (hébreu : אהיה, « hayah »).

### Christianisme

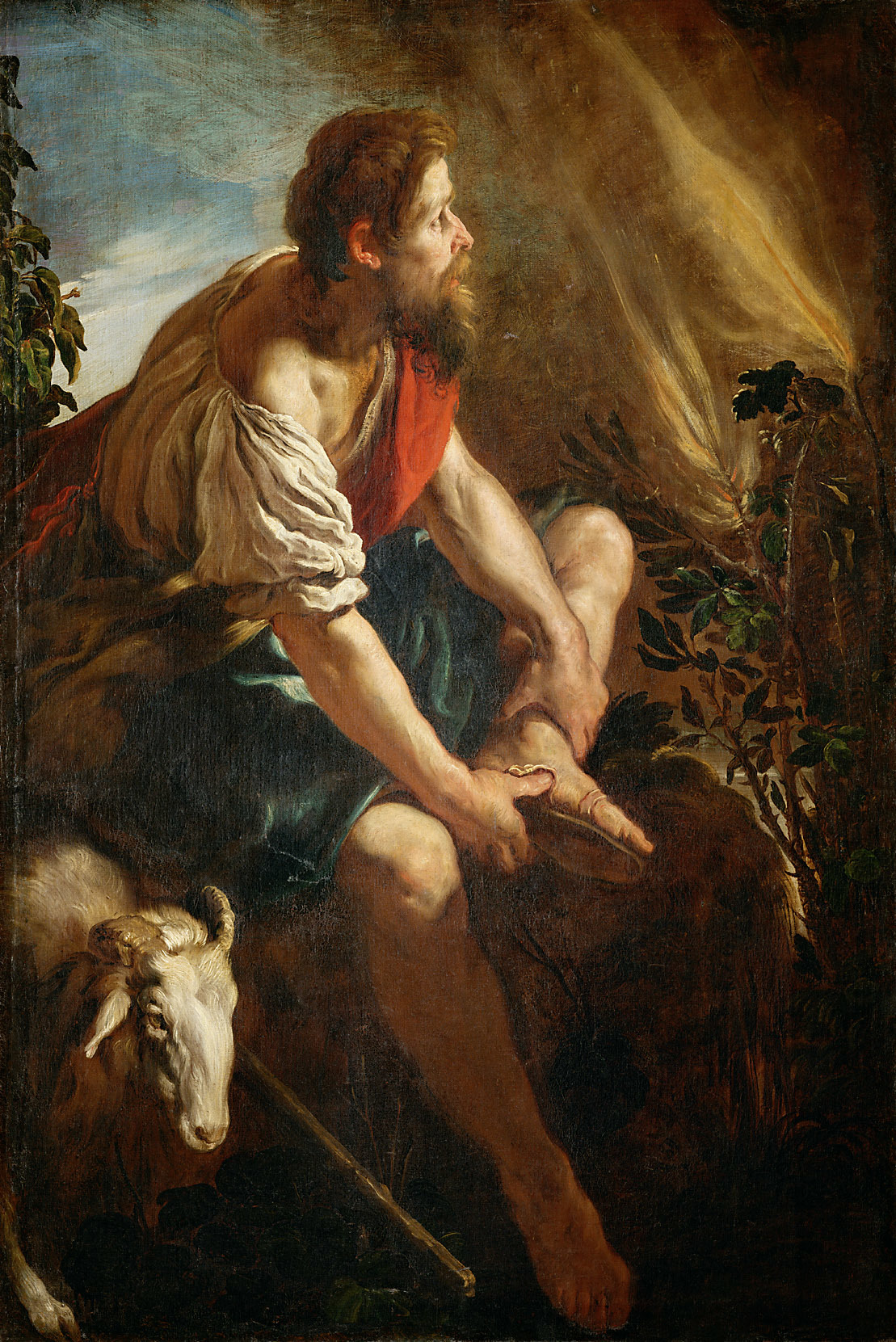
Moïse et le Buisson ardent, par Domenico Fetti.

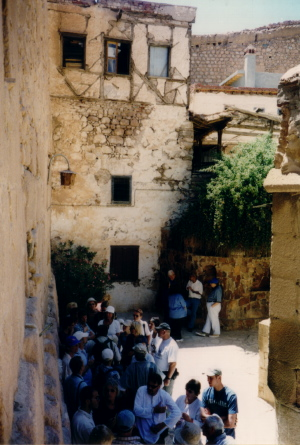
Le Buisson ardent du monastère Sainte-Catherine du Sinaï.

En 337, l'impératrice romaine Hélène fait construire une chapelle au pied du mont Sinaï, sur le site où elle pensait que se trouvait le Buisson ardent. En face de la « chapelle du Buisson Ardent » (dédiée à la Vierge Marie) du monastère Sainte-Catherine du Sinaï construit au VIe siècle, les pèlerins peuvent voir une vieille ronce commune grimpante (appelé aussi « mûrier sauvage ») entourée d'une palissade et destinée à rappeler cet épisode biblique. Selon la tradition, l'autel de la chapelle devant être érigé au-dessus des racines du buisson, la plante fut transplantée à l'extérieur.
Cette tradition chrétienne est employée pour préfigurer la Vierge Marie qui porte en elle le feu de la divinité.
Dans la tradition palamite et philocalique de l'orthodoxie, le Buisson ardent est la manifestation de l'énergie ou de la lumière incréée de Dieu.
Les Églises réformées, aussi appelées presbytériennes ou congrégationalistes en fonction de leur organisation interne, ont souvent le Buisson ardent comme emblème. Par exemple l'Église réformée de France, l'Église d'Écosse, ou encore l'Église presbytérienne en Irlande.
Benoît XVI, dans son homélie du 7 mars 2010, insiste sur le nom que Dieu révèle à Moïse. L'humain, grâce à Moïse, pourra désormais prier Dieu, l'appeler par son nom, précise le saint Père ; il rend le rapport avec lui possible, explique Benoît XVI, en lui disant « Je suis celui qui est ».

## Symbolique
Le récit biblique n'a pas forcément besoin d'être démythologisé par des explications rationalistes, l'auteur biblique ayant pu simplement vouloir y introduire la symbolique de l'arbre de vie ou de la menorah qui serait un arbre en or stylisé en buisson ardent. Dans ce dernier cas, la scène du Buisson ardent serait la transposition du Temple dans le désert, comme le suggère le fait que le Seigneur demande à Moïse d'ôter ses sandales (référence à la sacralité du temple) et comme le montre le tableau Moïse et le buisson ardent d'Ernst Fuchs.

## Philosophie
Le philosophe Jean Greisch a analysé la thématique du Buisson ardent.

## Théories alternatives
Bien que l'auteur biblique ne se soit pas forcément inspiré de phénomènes naturels pour forger son récit littéraire, plusieurs hypothèses sont proposées pour expliquer un buisson en feu : le séné (paronomase) ou le sinû (dénomination assyrienne de la ronce) ; la fraxinelle ou dictame, aussi appelée « buisson ardent », qui a des tiges recouvertes de glandes oléifères sécrétant des essence inflammables qui prennent fugacement feu quand il fait chaud ; le Loranthus acaciae (en) dont les fleurs rouges peuvent évoquer les tisons d'un buisson en flamme ; les aubépines (type Crataegus × sinaica (en)) ou les Pyracantha qui produisent le même effet avec leurs baies rouges.
Une autre hypothèse notamment défendue par Benny Shanon veut que Moïse ait été sous l'empire de substances psychotropes appelées enthéogènes, issues d'espèces d'acacia et bues en potions,.
Autres tentatives d'explications : le buisson ardent ne serait qu'un simple buisson épineux illuminé par des photométéores, en proie aux feux de Saint-Elme.